# Jubelkarl
Der Jubelkarl ist eine traditionelle Figur der Weihnachtskrippe, die insbesondere in den Nagelschmiedkrippen im Ennstal und im Steyrtal in Oberösterreich verbreitet ist.
Eine rote Jacke oder Weste, schwarze Hose mit weißen Stutzen, ein schwarzer oder grüner Hut sowie die beiden hochgerissenen Arme charakterisieren das Aussehen des Jubelkarls. Im Ennstal wird der Jubelkarl als so genanntes Loahmmandl (Lehmmännchen) hergestellt und in traditioneller Farbgestaltung bemalt. Die Flachrelieffiguren werden seit dem 18. Jahrhundert in Oberösterreich aus Lehm oder heute bevorzugt aus Gips geformt. Neben dem Jubelkarl gehören in die Szenerie der Ennstaler Nagelschmiedkrippen traditionell zahlreiche bäuerliche Figuren wie die Apfelmagd, die Eierträgerin oder das Kasmandl.
In anderen Regionen ist der Jubelkarl auch als Carlo allegro (Italien) oder Ravi (Frankreich) bekannt. Die Krippenfigur repräsentiert in allen Fällen den einfachen Mann, der sich über die Geburt Jesu Christi freut. In den Nagelschmiedkrippen ist der Jubelkarl meist in der Nähe der Krippe oder am Rand der Szenerie zu finden. Vor einigen Wohnhäusern in der Umgebung von Garsten und Steyr schmückt zur Weihnachtszeit eine Jubelkarl-Figur den Hauseingang.
Die vor allem in der Steiermark verbreitete Krippenfigur Juchheissa oder der oberösterreichische Jucheiserer ähnelt dem Jubelkarl von der Bedeutung her, jedoch schwenkt der Juchheissa oder Jucheiserer seinen Hut als Zeichen der Freude.